# Ghatshila
Ghatshila là một thị trấn thống kê (census town) của quận Purbi Singhbhum thuộc bang Jharkhand, Ấn Độ.

## Nhân khẩu
Theo điều tra dân số năm 2001 của Ấn Độ, Ghatshila có dân số 37.850 người. Phái nam chiếm 53% tổng số dân và phái nữ chiếm 47%. Ghatshila có tỷ lệ 73% biết đọc biết viết, cao hơn tỷ lệ trung bình toàn quốc là 59,5%: tỷ lệ cho phái nam là 79%, và tỷ lệ cho phái nữ là 65%. Tại Ghatshila, 11% dân số nhỏ hơn 6 tuổi.